# 岡田伸一
岡田 伸一（おかだ しんいち、1953年3月15日 - ）は、日本の実業家。JFEホールディングス代表取締役副社長・最高財務責任者を務めた。

## 人物・経歴
1975年東北大学経済学部経済学科卒業。原澤芳太郎ゼミ出身。同年日本鋼管入社。1998年日本鋼管資金部資金グループマネージャー。2000年日本鋼管財務部門資金統括グループリーダー。2003年JFEホールディングス財務・IR部門理事。2005年JFEホールディングス常務執行役員。2008年JFEホールディングス専務執行役員。
2011年JFEエンジニアリング取締役。2012年JFEホールディングス代表取締役副社長、JFE商事取締役。2014年JFEスチール取締役。2016年からJFEホールディングス代表取締役副社長・CFOを務め、アジア等の海外での鉄鋼事業への投資などにあたった。2019年JFEホールディングス取締役。同年JFEホールディングス顧問。